# Егон Фридел
Егон Фридел (рођен Егон Фридман; Беч, 21. јануар 1878 — Беч, 16. март 1938) био je аустријски историчар културе, драматург, глумац и кабаретски извођач, новинар и позоришни критичар. Фридел је описан као полиматичар. Пре 1916. био је познат и под псеудонимом Егон Фридлендер.

## Рани живот
Фриделови родитељи су емигрирали у Беч из источних делова Аустро-Угарске. Фридел је био друго дете јеврејских родитеља, Морица Фридмана и Каролине (рођене Ајзенбергер), који су водили фабрику свиле у Мариахилфу. Његов старији брат Оскар је касније постао писац и новинар. Ниједан од браће није желео да настави да води очеву фабрику.
Његова мајка је напустила породицу због другог човека када је Егон имао годину дана, па је од тада живео са оцем. Развод је закључен 1887. године. Након очеве смрти 1889. године, Егон је живео са тетком у Франкфурту на Мајни, где је похађао школу, све док три године касније није избачен због лошег понашања. Чак и у овом младом добу, Фридел је сматран слободним мислиоцем. 1897. одрекао се јудаизма и прешао у лутеранску веру. Похађао је неколико школа у Аустрији и Немачкој. Док је похађао школу у Хајделбергу 1897. године, ишао је на предавања из историје филозофије код Куна Фишера.
Године 1899. коначно је положио Абитур (излазни испит, матура) након четири покушаја, у Бад Херсфелду. Након дипломирања, уписао се на Универзитет у Хајделбергу да би студирао код историчара филозофије и Хегеловог следбеника, Куна Фишера. Такође 1899. године постао је пунолетан и прихватио свој део очевог наследства. То му је омогућило да купи стан у Бечу где је  живео до смрти 1938. године. Од 1900. до 1904. Егон је студирао филозофију и немачку књижевност у Бечу. За то време упознаје Петера Алтенберга и почиње да пише чланке за два часописа.
Године 1904. докторирао је са дисертацијом о Новалис као филозоф, коју је написао под менторством Фридриха Јодла. Његова дисертација је убрзо објављена у издавачкој кући Брукман у Минхену.

## Глумац, позоришни критичар, есејиста, преводилац и биограф
Године 1905. почео је да објављује текстове у часопису Бакља Карла Крауса. Први је текст био Предрасуде (број 190), који је укључивао следећу изјаву: „Најгора предрасуда коју стекнемо током наше младости је идеја да је живот озбиљан. Деца имају исправне инстинкте: знају да живот није озбиљан и третирају га као игру. . ." У следећем броју објавио је Наставна средства и Црна књига, који је написао заједно са Петером Алтенбергом. Затим следе Две скице: Панамски шешир и болете (број 193), Пилат (број 201) и Крик бола (број 202). Након што су ови текстови објављени, он и Краус су се посвађали. Године 1906. Фридел је почео да изводи кабаре. Године 1907. режирао је Интимес театар у Бечу, који је водио његов брат Оскар Фридман. Тамо је поставио комаде Августа Стриндберга, Франка Ведекинда и Мориса Метерлинка и први пут их донео пред бечку публику. Егон је у представама био задужен за осветљење, глуму и режију.
Између 1908. и 1910. Фридел је радио као уметнички директор Кабареа Фледермаус, названом по истоименој оперети ("Слепи миш") Јохана Штрауса. Већину дела је написао или Петер Алтенберг или заједно Фридел и Алфред Полгар. Остали учесници су били Оскар Штраус, Херман Бар, Франц Блај, Ерих Музам, Ханс Хајнц Еверс, Александар Рода Рода и Франк Ведекинд. Фриц Ланг је описао своје утиске о Фледермаусу: „Тамо, усред Југендстил декора, Кокошка је на слајдове поставио своју индијску бајку „Стачкасто јаје“, писац Алфред Полгар [...] је читао своју кратку прозу и заједљив коментар, а Фридел и други све популарнији аутори представили су своје скечеве и кратке драме." За то време, Фридел је наставио да објављује есеје и једночинке. Његов први књижевни подухват био је (Краљ нафте, 1908. Пародија Гете на испиту, учинила га је познатим у земљама немачког говорног подручја. Ову улогу је играо више пута до 1938. године. Такође у то време написао је Живот војника у миру.
Посећивао је такозване „књижевне кафане“ међу бечким кафанама, посебно Кафе Централ, где су многи угледни људи били мецене и где се са многима упознао и спријатељио. Године 1912, Фридел је отишао у Берлин, где је писао и наступао у кабареима. Године 1913. привремено је радио као глумац за редитеља Макса Рајнхарта. Године 1914, је патио од алкохолизма и гојазности, па је био приморан да се подвргне лечењу у санаторијуму близу Минхена. Фридел је био одушевљен почетком Првог светског рата, као и многи његови савременици, и добровољно се пријавио за војну службу, али је одбијен из физичких разлога. Фридел је објавио Јудину трагедију 1920. године, која је потом постављена у Бургтеатру 1923.
Године 1922. објавио је Каменолом — Разна мишљења и цитати. Године 1924, док је радио као критичар за часопис Часови. Фридел је отпуштен као „издајник” због сатиричних опаски. Између 1919. и 1924. године, Фридел је радио као новинар и позоришни критичар за различите издаваче. Између 1924. и 1927. био је део ансамбле Театра у Јозефштату, где је режисер био Макс Рајнхард. После 1927. здравствени проблеми су спречили његове сталне аранжмане, па је радио као самостални есејиста, уредник и преводилац у Бечу. Међу ауторима које је Фридел преводио били су Ралф Валдо Емерсон, Кристијан Фридрих Хебел 1909, Георг Кристоф Лихтенберг, Томас Карлајл и Ханс Кристијан Андерсен 1914, Јохан Нестрој и Томас Бабингтон Маколи 1924.
Током свог живота објавио је 22 дела код 15 различитих издавача. Поред тога, писао је за 17 различитих часописа и новина.

## Културна историја

### Културна историја модерног доба
Током раних 1920-их, Фридел је написао три тома своје Културне историје модерног доба, која описује догађаје од Црне смрти до Првог светског рата у анегдотском формату. Године 1925. издавач Херман Улштајн је добио први том, али је био сумњичав према историографији једног глумца. Пет других издавача је касније одбило књигу. Први том је коначно објавио Хајнрих Бек у Минхену 1927. потом и следећа два тома 1928. и 1931. године. Књига се показала веома успешном и омогућила је Фриделу да настави свој рад као писац. На његов приступ историји утицали су Освалд Шпенглер и Јакоб Буркхарт.
На пример, Фридел пише; „Све класификације које је човек икада смислио су произвољне, вештачке и лажне, али једноставно размишљање такође показује да су такве класификације корисне, неопходне и изнад свега неизбежне јер су у складу са урођеним аспектом нашег размишљања. Фридел је Бечки конгрес сажео овако: „Цар Русије се заљубљује у свакога; Краљ Пруске мисли за свакога, Краљ Данске говори за свакога; Краљ Баварске пије за свакога; Краљ Виртемберга једе за свакога… и цар Аустрије плаћа за свакога.”

### Културна историја антике
Фриделова Културна историја антике била је планирана у три тома. Пошто његовом издавачу у Немачкој Хајнриху Беку од 1935. није било дозвољено да објави ниједно његово дело, први том о Културној историји египатске земље и древног Оријента објавио је 1936. године у Цириху. Други том Културна историја античке Грчке је недовршен и објављен у Минхену 1950. године. Смрт га је спречила да напише трећи том о Културној историји Римљана.

## Цензура и самоубиство
Године 1933, када су нацисти дошли на власт у Немачкој, Фридел је описао режим као: „Царство Антихриста. Сваки траг племенитости, побожности, образовања, разума на најмрзљивији и најподлији начин прогони гомила понижених људи“.
Године 1937. Фриделова дела су забрањена од стране националсоцијалистичког режима јер нису била у складу са теоријом историје коју је промовисао НСДАП, а сви немачки и аустријски издавачи одбили су да објаве његова дела. Поводом аншлуса Аустрије, антисемитизам је харао: Јевреје су тукли на улицама, а њихове фирме и синагоге су пљачкане или уништаване. Фридел, знајући да би га Гестапо могао ухапсити, почео је размишљати о томе да оконча свој живот. Фридел је свом блиском пријатељу, Едену фон Хорвату, у писму написаном 11. марта рекао: „Увек сам спреман да одем, у сваком смислу“.
Дана 16. марта 1938, око 22:00, два припадника СА стигла су у Фриделову кућу да га ухапсе. Док су се још свађали са његовом домаћицом, Фридел, стар 60 година, извршио је самоубиство скочивши кроз прозор. Пре него што је скочио, упозорио је пешаке који су ходали бочно где је ударио узвикујући „Пази! Склањај се с пута!“
Фридел, за кога је Хилде Шпил рекла да је „у њему поново уздигала узбудљива фикција хомо универзалиса “, сахрањен је на Средишњем бечком гробљу. Његов гроб је 2005. године означен као почасно гробно место. По њему је 1954. године названа једна улица у Бечу. Аустријска пошта је 1978. године издала марку са његовим портретом поводом његовог 100. рођендана.

## Дело
- Абсинт "Лепота" " - пројекат еЛибрари Аустриа (текст елиб аустриа на немачком)
- Црна књига (Петер Алтенберг & Егон Фридел) - пројекат еЛибрари Аустриа (текст елиб аустриа на немачком)
- Краљ нафте, 1908
- Употребна вредност песника – пројекат еЛибрари Аустриа (текст елиб аустриа на немачком)
- Гете, 1908 – Пројекат еЛибрари Аустриа (текст елиб аустриа на немачком)
- Ecce poeta, 1912
- Од Дантеа до д'Анунција, 1915
- Јудина трагедија, 1920
- Каменолом, 1922
- Да ли је земља насељена?, 1931 - Пројекат еЛибрари Аустриа (текст елиб аустриа на немачком)
- Културна историја модерног времена, 1927–31 ( енгл. превод )
- Културна историја Египта и древног Оријента,, 1936
- Културна историја Грчке, 1940
- Путовање са времепловом, 1946 - наставак Времеплова ХГ Веллса, превео Еди Бертин на енглески и поново објављен као Повратак времеплова
- Културна историја антике, 1949
- Антика није била античка, 1950
- Мала галерија портрета, 1953
- Поништавае генија. Есеји објављени до 1918, 1984
- Добровољно потказивање. Есеји објављени до1918, 1985